# パードン木村
パードン木村（パードンきむら、1964年 - ）は、日本の音楽家である。

## 経歴
2006年度、第10回文化庁メディア芸術祭アート部門において、Zachary Liebermanとの共作による『Drawn』が審査委員会推薦作品に選出。2012年、本田珠也、椎野恭一、ASA-CHANG、伊藤大地の4名のドラマーを招いたアルバム『G.E.P. Good Enough Pocket』をリリース。

## ディスコグラフィー

### アルバム
- Locals（1999年）
- Ocean Surfer Cool Dad Building Shop Surfboards（2001年）
- Ticpa Stylee（2002年） - Ticoとの共作
- Silly Wake（2004年）
- Killer Pardong（2005年） - Killer Bongとの共作
- G.E.P. Good Enough Pocket（2012年）

### シングル
- Pardon Trouble（2001年） - DJ Quietstormとの共作

### 客演
- 一十三十一『Synchronized Singing』収録「時よ」（2005年）

## フィルモグラフィー
- パンドラの匣（2009年） - 音響効果
- アトムの足音が聞こえる（2011年） - 音響効果
- 目を閉じてギラギラ（2011年） - 音響効果